# Marsdenia globosa
Marsdenia globosa är en oleanderväxtart som beskrevs av P.I. Forster. Marsdenia globosa ingår i släktet Marsdenia och familjen oleanderväxter. Inga underarter finns listade i Catalogue of Life.